# Komisja Administracji i Cyfryzacji

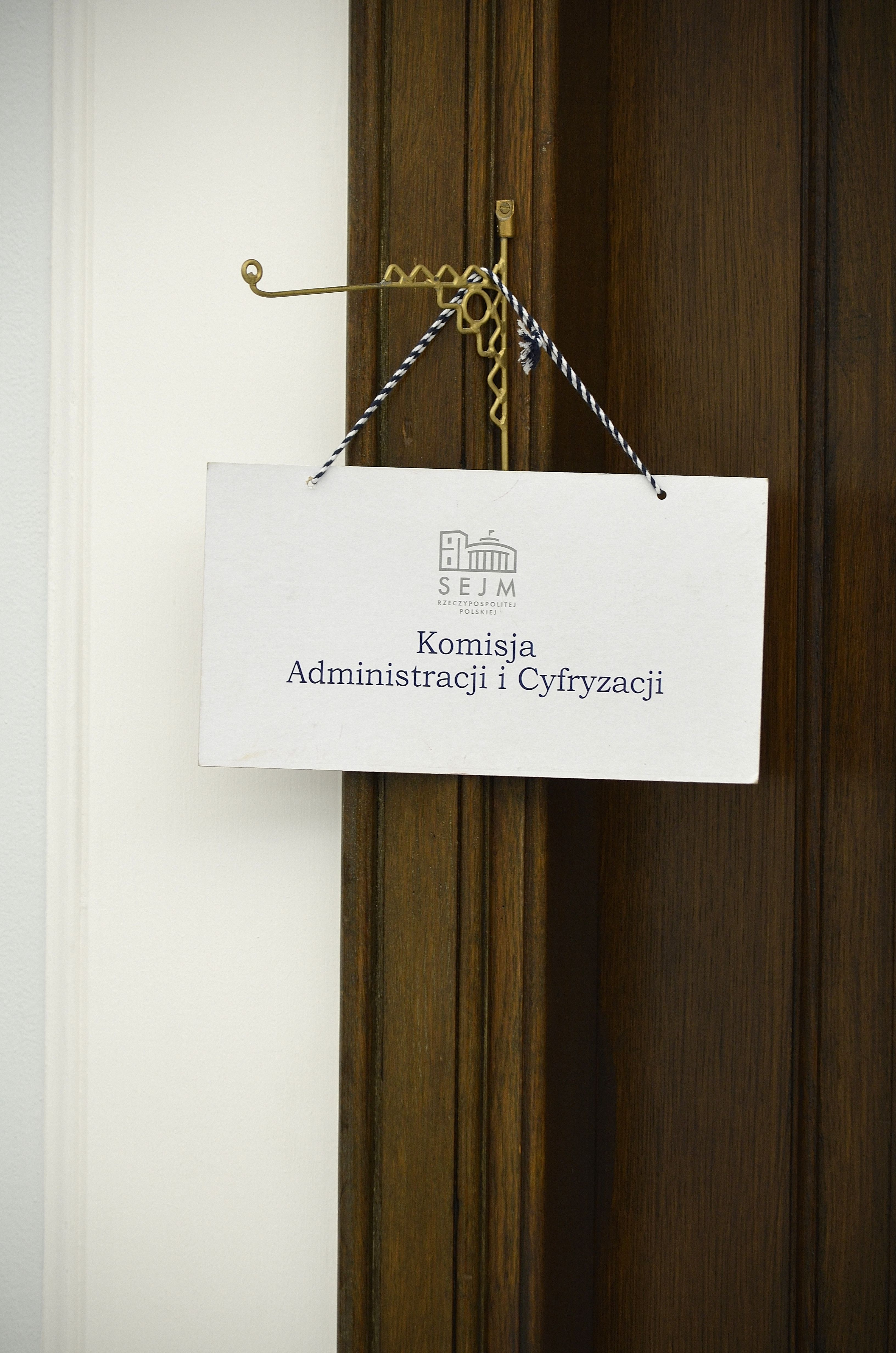
Informacja o trwającym posiedzeniu Komisji Administracji i Cyfryzacji

Komisja Administracji i Cyfryzacji (ACF) – stała komisja sejmowa działająca przez większą część trwania VII kadencji Sejmu RP. Jej powołanie było skutkiem utworzenia resortu administracji i cyfryzacji. Powstała 8 listopada 2012, jej skład wybrano 23 listopada 2012 i działała do końca kadencji.
Do zakresu jej działania należały sprawy administracji państwowej, łączności radiowej i telefonicznej, sieci komputerowych oraz telekomunikacji. W trakcie jej funkcjonowania powołano 14 podkomisji, w tym 10 zakończyło działalność w trakcie kadencji. W Sejmie VIII kadencji zadania ACF przejęły Komisja Administracji i Spraw Wewnętrznych oraz Komisja Cyfryzacji, Innowacyjności i Nowoczesnych Technologii.

## Skład Komisji

### Sejm RP VII kadencji[5]

#### Prezydium Komisji
- Marek Wójcik (PO)  – przewodniczący
- Beata Bublewicz (PO) – zastępca przewodniczącego
- Artur Ostrowski (SLD) – zastępca przewodniczącego
- Mirosław Pawlak (PSL) – zastępca przewodniczącego
- Jerzy Polaczek (PiS) – zastępca przewodniczącego
- Piotr Van der Coghen (PO) – zastępca przewodniczącego
- Jarosław Zieliński (PiS) – zastępca przewodniczącego

### Sejm RP VIII kadencji

#### Prezydium Komisji
- Arkadiusz Czartoryski (PiS)  – przewodniczący
- Bartosz Jóźwiak (Kukiz'15) – zastępca przewodniczącego
- Jerzy Polaczek (PiS) – zastępca przewodniczącego
- Edward Siarka (PiS) – zastępca przewodniczącego
- Zbigniew Sosnowski (PSL-UED) – zastępca przewodniczącego
- Marek Wójcik (PO-KO) – zastępca przewodniczącego

### Sejm RP IX kadencji
Prezydium Komisji
- Wiesław Szczepański (Lewica) - przewodniczący
- Paweł Hreniak (PiS) - zastępca przewodniczącego
- Piotr Kaleta (PiS) - zastępca przewodniczącego
- Jerzy Polaczek (PiS) - zastępca przewodniczącego
- Zdzisław Sipiera (PiS) - zastępca przewodniczącego
- Tomasz Szymański (PO-KO) - zastępca przewodniczącego

### Sejm RP X kadencji
Prezydium Komisji
- Maria Janyska (KO) - przewodnicząca
- Konrad Frysztak (KO) - zastępca przewodniczącej
- Paweł Hreniak (PiS) - zastępca przewodniczącej
- Małgorzata Pępek (KO) - zastępczyni przewodniczącej
- Bartosz Romowicz (P2050-TD) - zastępca przewodniczącej
- Zbigniew Sosnowski (PSL-TD) - zastępca przewodniczącej